# ريتشارد برينان
ريتشارد برينان (بالإنجليزية: Richard Brennan) هو صاحب مطعم وطاهي وشخصية أعمال أمريكي، ولد في 30 نوفمبر 1931 في نيو أورلينز في الولايات المتحدة، وتوفي في 14 مارس 2015.